# Akkoord van vaste en duurzame vrede
Het akkoord van vaste en duurzame vrede (Spaans: Acuerdo de paz firme y duradero) was een vredesverdrag dat werd getekend op 29 december 1996 waarmee een einde kwam aan de Guatemalteekse burgeroorlog.
De burgeroorlog had 36 jaar geduurd, en werd uitgevochten tussen enerzijds de Guatemalteekse regering en anderzijds verschillende guerrillabewegingen, vanaf 1982 verenigd als de Guatemalteekse Nationale Revolutionaire Eenheid (URNG). De oorlog ging gepaard met grote wreedheden, vooral van regeringszijde. 200.000 verloren het leven, de meesten van hen Maya's. Vredesonderhandelingen waren vanaf in 1991 in Mexico en Noorwegen aan de gang en in 1995 werd een bestand afgekondigd.
Het vredesakkoord voorzag in een einde aan de vijandelijkheden, respect voor de democratie en mensenrechten en beloofde dat diegenen die voor de oorlog op de vlucht waren geslagen konden terugkeren. Ook werd vastgelegd dat de sociaal-economische ongelijkheden opgelost zouden worden en de positie van de Mayabevolking zou verbeteren. De URNG werd erkend als legitieme organisatie, en werd na het verdrag omgevormd tot politieke partij. Het akkoord werd namens de Guatemalteekse regering ondertekend door president Álvaro Arzú, Raquel Zelaya Morals, brigadier-generaal Otto Pérez Molina en Richard Aitkenhead Castillo, namens de URNG door de comandantes Rolando Morán, Pablo Monsanto, Carlos González en Jorge Edilberto Rosal Meléndéz en namens de Verenigde Naties door secretaris-generaal Boutros Boutros-Ghali. 
Van een aantal van de in het akkoord beloofde veranderingen is niets terechtgekomen. Een grondwetswijziging die de positie van de Maya-indianen zou moeten verbeteren, waarin het multi-etnische karakter van Guatemala werd vastgesteld en de Mayatalen naast het Spaans zouden worden erkend is in 1999 bijvoorbeeld in een referendum met een zeer lage opkomst verworpen.
Arzú en Morán wonnen voor het akkoord de Félix Houphouët-Boigny-Vredesprijs van de UNESCO. Een verwijzing naar het akkoord is afgebeeld op de muntzijde van het Guatemalteekse muntgeld.